# Megalohelcon ichneumonoides
Megalohelcon ichneumonoides är en stekelart som beskrevs av Vladimir Ivanovich Tobias 1979. Megalohelcon ichneumonoides ingår i släktet Megalohelcon och familjen bracksteklar. Inga underarter finns listade i Catalogue of Life.